# Gekraagde roodstaart
De gekraagde roodstaart (Phoenicurus phoenicurus) is een zangvogel uit de familie Muscicapidae (vliegenvangers). Het is een trekvogel die broedt in Europa en in Afrika overwintert.

## Kenmerken
De vogel is 13 tot 14,5 cm lang. Het is een vrij slanke, onopvallende vogel die zich meestal ophoudt in het gebladerte. Zowel mannetje als vrouwtje heeft een roestrode staart die vaak trilt als ze zitten. Het mannetje heeft een oranje borst en een zwart "gezicht" met een witte wenkbrauwstreep die doorloopt tot op het voorhoofd. De rug is leigrijs. Het vrouwtje is vaag oranje tot beige op de borst en grijsbruin op de rug.

## Leefwijze
Het voedsel van deze trekvogel bestaat uit insecten, larven en bessen.

## Voortplanting
Het legsel bestaat uit vijf tot zeven lichtblauwgroene eieren met roodbruine stipjes.

## Verspreiding en leefgebied
De gekraagde roodstaart komt tijdens het broedseizoen in heel Europa voor, met uitzondering van Ierland en IJsland.
Er zijn twee ondersoorten:
- P. a. phoenicurus (Broedt in Europa en Noord-Afrika tot in Midden-Azië en overwintert in Midden en Oost-Afrika)
- P. a. samamisicus (Broedt op de Balkan, Griekenland tot in Oezbekistan, Turkmenistan en Iran en overwintert in Noordoost-Afrika)

Het leefgebied bestaat uit halfopen landschappen met oude bomen afgewisseld door struikgewas, oud dennenbos, parken en grote tuinen. In 2004 werd de wereldpopulatie geschat op 20,4 tot 48 miljoen individuen en dit aantal neemt toe. Daarom staat de gekraagde roodstaart als niet bedreigd op de internationale Rode Lijst van de IUCN.

### Status in Nederland en Vlaanderen
Volgens SOVON wisselde in de periode 1990-2007 het aantal broedparen sterk, zo was er tussen 1998 en 2005 sprake van een daling, maar daarna steeg het aantal weer. Rond 2007 broedden er nog ongeveer 26.500 paar in Nederland. De gekraagde roodstaart staat niet op de Nederlandse Rode Lijst. De soort is op de zandgronden anno 2015 redelijk stabiel. In het westen van Nederland komt de soort hoofdzakelijk in de duinen voor. Hij neemt daar de laatste jaren in aantal toe en is plaatselijk een algemene broedvogel. De soort staat op de Vlaamse Rode Lijst als kwetsbaar.

## Afbeeldingen

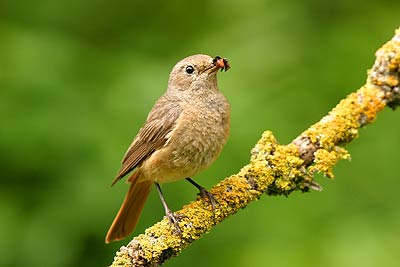
Vrouwtje
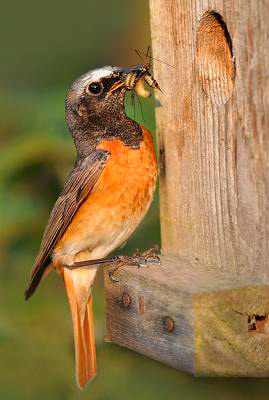
Mannetje bij nestkast
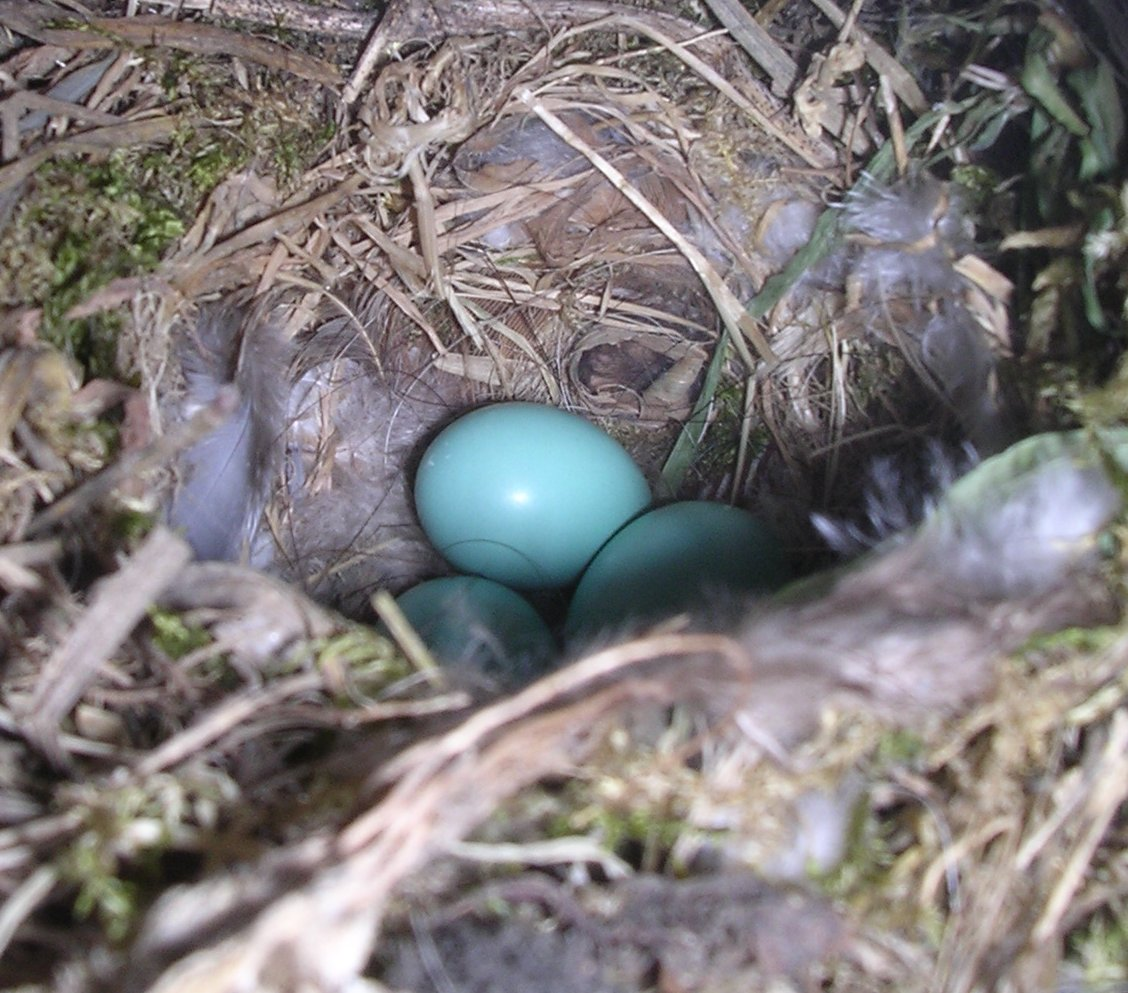
Eitjes
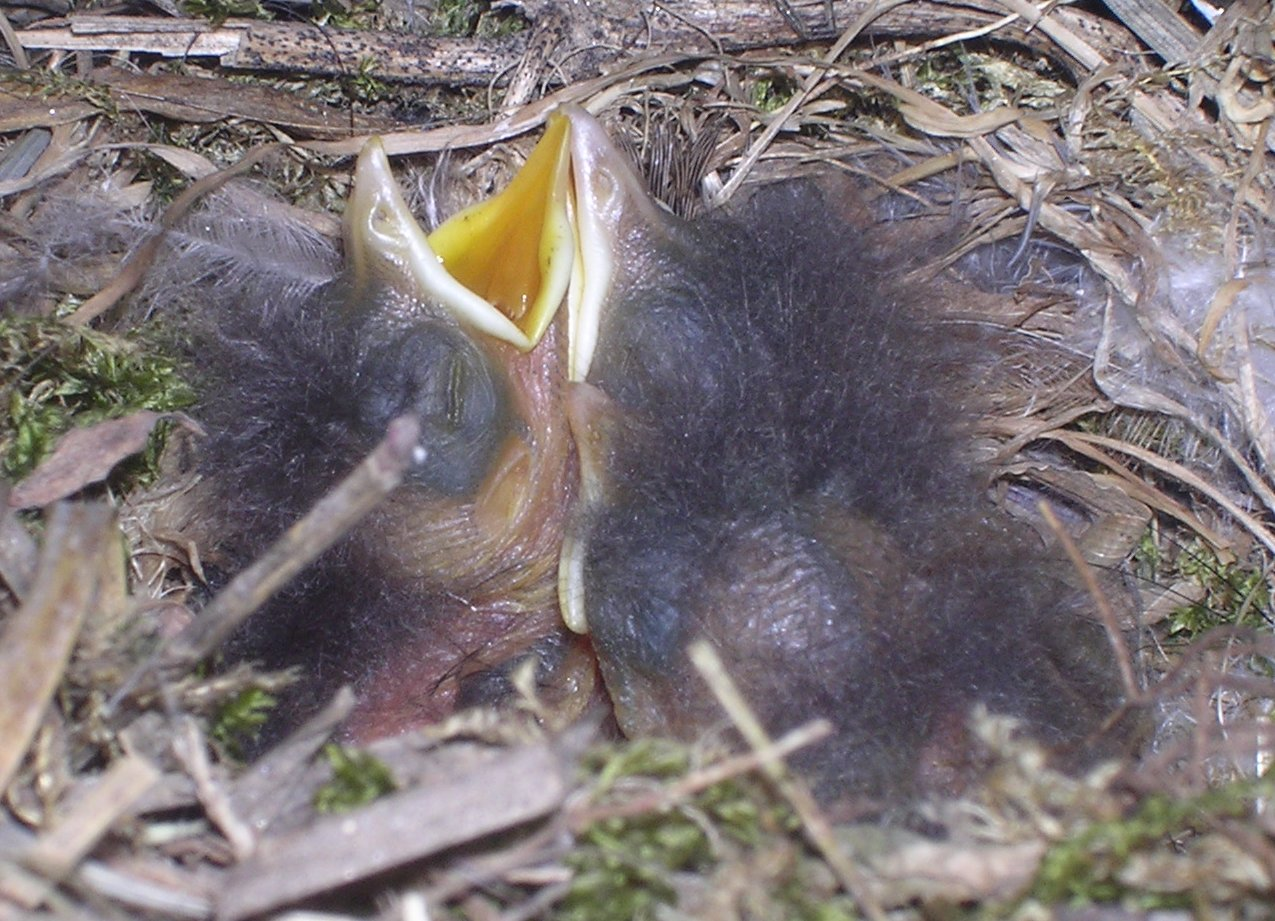
Vogel van vijf dagen oud

## Video
- Een gekraagde roodstaart op Texel